# Cudrefin
 (novembre 2010).
Si vous disposez d'ouvrages ou d'articles de référence ou si vous connaissez des sites web de qualité traitant du thème abordé ici, merci de compléter l'article en donnant les références utiles à sa vérifiabilité et en les liant à la section « Notes et références ».
Cudrefin est une commune suisse du canton de Vaud, située dans le district de la Broye-Vully.

## Géographie

### Situation
Cudrefin est située dans la plaine, dans le Vully vaudois, au nord du mont Vully, sur la rive du lac de Neuchâtel en face de Neuchâtel, à 8 km au nord d'Avenches. Cudrefin est la commune la plus au nord du canton de Vaud. Le territoire communal s'étend le long de la rive sud du lac de Neuchâtel, du village de Champmartin jusqu'au canal de la Broye. En plus de Cudrefin, la commune comprend les villages de Champmartin (463 m) et de Montet (480 m), sur le versant nord du mont Vully, ainsi que les hameaux de La Sauge (436 m), sur le canal de la Broye et de Pégrand.

### Communes limitrophes
|                  | Ins            |            |
| Lac de Neuchâtel | Cudrefin       | Mont-Vully |
| Vully-les-Lacs   | Vully-les-Lacs |            |

En 1997, le territoire était constitué de 7 % de zones bâties, de 24 % de zones forestières, de 61 % de zones agricoles, et d’un peu plus de 8 % de terres improductives.

### Champmartin
Le village de Champmartin se situe dans un petit vallon au sud du mont Vully. Le village formait jusqu'en 2002 une commune à part entière, avant que celle-ci ne fusionne avec Cudrefin. Avant la fusion, la commune comptait 33 habitants (fin 2000) pour une superficie de 2,6 km2.

### Montet

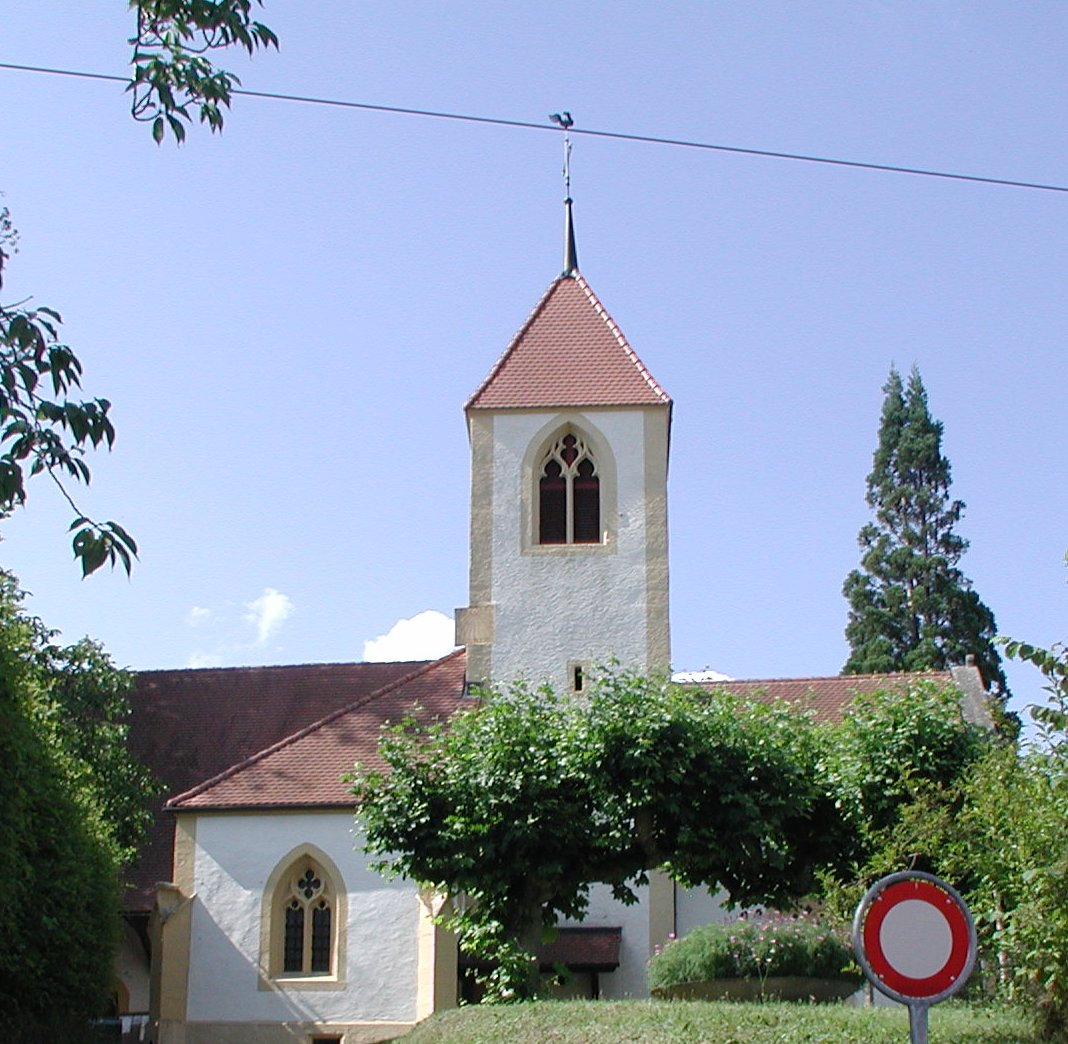
L'église de Montet-Cudrefin.

Le village de Montet surplombe Cudrefin et abrite l'église Saint-Théodule, de style gothique et datant du XVe siècle. À proximité se trouve la cure, construite à la même époque également et transformée en style baroque par la suite.

## Transports
La sortie de l'autoroute A1 à Avenches se situe à moins de 15 km, celle de l’autoroute A5 à Thièle à moins de 10 km. La gare ferroviaire la plus proche se trouve à Anet. Un service de bateaux relie Cudrefin à Neuchâtel. Un second débarcadère se situe à La Sauge, sur la ligne de bateau reliant Neuchâtel à Morat. Le service PubliCar est également disponible, comme dans tout le reste de l'ancien district d'Avenches. Depuis 2014, un nouvel horaire de bus de ligne a été mis en place avec une plus grande fréquence de transports permettant de se rendre à Avenches et Anet.

## Histoire

### Préhistoire
Le littoral de Cudrefin recèle au moins trois sites archéologiques. Au lieu-dit Le Brolliet se trouvent deux stations du Bronze final.

### XXIesiècle
La commune de Cudrefin a fusionné le 1er janvier 2002 avec sa voisine de Champmartin.

## Population et société

### Gentilé et surnoms
Les habitants de la commune se nomment les Cudrefinois. Ils sont surnommés les Tape-Seillon, les Tape-Gouille et les Grenouilles.
Les habitants de la localité de Champmartin sont surnommés les Écrevisses (ainsi que lè Tsambéron, lè Rodzou Coè et quelquefois lè Rondze-Coè, soit ceux qui ont beaucoup de jambes, les cuirs rouges et ceux qui rongent le cuir en patois vaudois).

### Démographie
Avec 1 500 habitants en 2015, Cudrefin appartient aux petites communes du canton de Vaud. La population de Cudrefin s’élevait à 740 habitants en 1850, puis 699 habitants en 1900 (population des communes de Cudrefin et Champmartin). Après que le nombre d’habitants eut diminué jusqu’à 571 en 1970, un accroissement significatif de la population a été enregistré depuis lors.

### Langues
La langue officielle est le français, parlée par 74,7 % de la population, 21,1 % de la population parle allemand et 1,6 % portugais (2000).

### Religions
La population est à 60 % protestante et à 20 % catholique (2000).

### Politique et administration
La politique communale est dirigée par un exécutif de cinq membres et un conseil communal de trente-cinq membres.

## Tourisme
La commune abrite le Centre-nature ASPO de La Sauge, centre d'observation des oiseaux.
La société nautique de Cudrefin organise différentes activités nautiques.